# André Laurie
André Laurie (vlastním jménem Jean François Paschal Grousset), (7. dubna 1844, Corte, Korsika – 9. dubna 1909, Saint-Mandé) byl francouzský spisovatel poměrně úspěšných dobrodružných románů. Nedokončil studia medicíny a stal se novinářem, nejprve spolupracovníkem časopisu Le Figaro a později redaktorem pokrokového časopisu Marseillaise. Kromě uměleckých zájmů měl také politické ambice. Byl aktivním účastníkem Pařížské komuny, ve které dokonce zastával funkci předsedy komise pro zahraniční věci, za což byl roku 1872 odsouzen k deportaci na galeje na Nové Kaledonii. Roku 1874 se mu ale podařilo uprchnout. Přes Austrálii a Ameriku se dostal do Evropy a žil po dlouhá léta v Anglii, kde přijal jako spisovatel pseudonym Philippe Daryl. Teprve amnestie v roce 1881 mu otevřela opět cestu do Francie, kde byl roku 1893 zvolen poslancem za Socialistickou stranu.
Ve své literární činnosti se André Laurie jeví jako výrazný epigon Julese Verna, se kterým rovněž na některých dílech spolupracoval. Verne byl například z komerčních důvodů vydáván za spoluautora Laurieho románu Trosečník z Cynthie a základem dvou dalších Vernových knih (Ocelové město a Hvězda jihu) jsou původní Laurieho rukopisy.

## Dílo
- Le reve d'un irreconciliable (1869 Nesmiřitelný sen), politická novela vydaná pod vlastním jménem.
- L'héritier de Robinson (1884, Dědic Robinsonův), pokračování románu Robinson Crusoe Daniela Defoa ve kterém autor líčí osudy skupiny přátel, mezi nimiž je i Robinsonův pravnuk, kteří při plavbě ztroskotají a prožijí na osamělém ostrově novou robinzonádu.
- L'éapave du Cynthia (1885, Trosečník z Cynthie), společně s Julesem Vernem,
- Le bachelier de Séville (1887, Bakalář sevillský), dobrodružný román,
- Le capitaine Trafalgar (1888, Kapitán Trafalgar), dobrodružný román,
- Sêléné Company Limited (1888, česky jako Magnetová hora), vědeckofantastický román o cestě na Měsíc.
- De New York a Brest en sept heures (1889, Z New Yorku do Brestu za sedm hodin), vědeckofantastický román o cestě transatlantickým tunelem.
- Le secret du mage (1890, Mágovo tajemství), dobrodružný fantasy román,
- Le Yachz (1890, Jachta), dějiny námořní plachetní plavby (pod pseudonymem Daryl),
- Le Rubis du Grand-Lamaú (1894, Rubín Dalajlámův), dobrodružný román, příběh vynálezce letadla těžšího než vzduch a jeho strýce, chemika a výrobce prvních umělých rubínů.
- Atlantis (1897, česky též jako Tajemná Atlantis), dobrodružný fantastický román o objevení zbytku zmizelého kontinentu a o setkání s jeho obyvateli.
- Le Géant de l'Azur (1903, Vládce vzduchu), vědeckofantastický román o dobrodružné výpravě ve vznášedle těžším než vzduch.
- L'Oncle de Chicago ([1903], Strýček z Chicaga), dobrodružný román,
- Le Secret du vulcan (1903, Tajemství sopky), vědeckofantastický román,
- Le Maître de l'Abîme (1905, Vládce hlubin), vědeckofantastický román,
- Spiridon le Muet (1907, Němý Spiridon), vědeckofantastický román o inteligentním mravenci velikosti člověka.

## Česká vydání
- Kapitán Trafalgar, Josef Richard Vilímek, Praha 1898, přeložil Jan Milota.
- Magnetová hora, Josef Richard Vilímek, Praha 1902, přeložil Bohumil Klika, znovu 1927.
- Atlantis, Edvard Beaufort, Praha 1902, přeložil Vincenc Jirásek, znovu 1923 a 1926.
- Tajemství sopky, Edvard Beaufort, Praha 1903, přeložil Bořivoj Prusík.
- Vládce hlubin, Josef Richard Vilímek, Praha 1907, přeložil Josef Pachmayer, znovu 1926.
- Rubín Dalaj-lamův, Edvard Beaufort, Praha 1907, přeložil Vincenc Jirásek.
- Magovo tajemství, Edvard Beaufort, Praha 1908, přeložil Bořivoj Prusík.
- Vládce vzduchu, Josef Richard Vilímek, Praha 1910, přeložil Vratislav Rus.
- Trosečník z Cynthie, Josef Richard Vilímek, Praha 1920, přeložil Jan Kubišta, znovu 1931.
- Dědic Robinsonův, SNDK, Praha 1962, přeložil Zdeněk Hobzík.
- Trosečník z Cynthie, SNDK], Praha 1963, přeložila Arnoštka Kubelková, znovu 1967.
- Magnetová hora, Albatros, Praha 1969, přeložil Zdeněk Hobzík.
- Tajemná Atlantis, Albatros, Praha 1971, přeložil Václav Netušil.
- Kapitán Trafalgar, Albatros, Praha 1973, přeložila Marie Slavíková.
- Trosečník z Cynthie, Návrat, Brno 1998, přeložil Jan Kubišta, znovu 2010.
- Trosečník z Cynthie, Nakladatelství Josef Vybíral, Žalkovice 2012, přeložila Jitka Musilová.